# Norberčany
Norberčany (deutsch Nürnberg) ist eine Gemeinde mit 279 Einwohnern (1. Januar 2016) in Tschechien. Sie liegt in 544 m ü. M. in den Oderbergen am Nordrand des Truppenübungsplatzes Libavá. Der Ort befindet sich im Tal des Libavský potok, sieben Kilometer südöstlich der Stadt Moravský Beroun und gehört dem Okres Olomouc an. Vier Kilometer südlich von Norberčany liegt die ehemalige Stadt Město Libavá, das Zentrum des Truppenübungsplatzes.

## Geschichte
Der Ort wurde im Jahre 1456 als Nirinberg von fränkischen Siedlern gegründet und wurde ab 1504 Nürnberg genannt. Er gehörte zum Besitz des Bistums Olmütz und kam nach der Ablösung der Patrimonialherrschaften 1848 zum Bezirk Sternberg. Ab 1909 gehörte Nürnberg zum Bezirk Bärn und von 1949 bis 2004 zum Okres Bruntál. Zum 1. Januar 2005 erfolgte eine Änderung des Bezirkszugehörigkeit. Der Ort gehört jetzt zum Okres Oloumouc.
Bedeutendstes Bauwerk im Dorf ist die Kirche des heiligen Antonius. Während des Siebenjährigen Krieges kam es im Sommer 1758 in der Nähe des Dorfes zu Gefechten zwischen preußischen und österreichischen Truppen. Die Österreicher fügten unter dem Befehl des Generalmajors Ernst Gideon von Laudon ihren Gegner zwischen Nürnberg und Domstadtl erhebliche Verluste zu.
An die Kämpfe erinnert ein Denkmal für die Gefallenen, zu dem 1999 ein Weg der deutsch-tschechischen Verständigung angelegt wurde. Westlich des Dorfes steht die Goldene Linde, unter der General Laudon vor der Schlacht geschlafen haben soll.
Nach dem Münchner Abkommen wurde Nürnberg dem Deutschen Reich zugeschlagen und gehörte bis 1945 zum Landkreis Bärn.
Die Gemeinde Nürnberg hatte am 1. Dezember 1930 274, am 17. Mai 1939 290 und am 22. Mai 1947 176 Einwohner. Die deutschen Bewohner wurden 1945 enteignet und vertrieben.

## Gemeindegliederung
Die Gemeinde Norberčany besteht aus den Ortsteilen Norberčany (Nürnberg), Nová Véska (Neudörfel bei Bärn), Stará Libavá (Altliebe) und Trhavice (Reisendorf), die zugleich auch Katastralbezirke bilden.

## Söhne und Töchter der Gemeinde
- Oskar Matzner (1898–1980), deutscher Politiker, geboren in Neudörfel